# Mirka Andolfo
Mirka Andolfo (Napoli, 17 giugno 1989) è un'illustratrice, fumettista e colorista italiana.

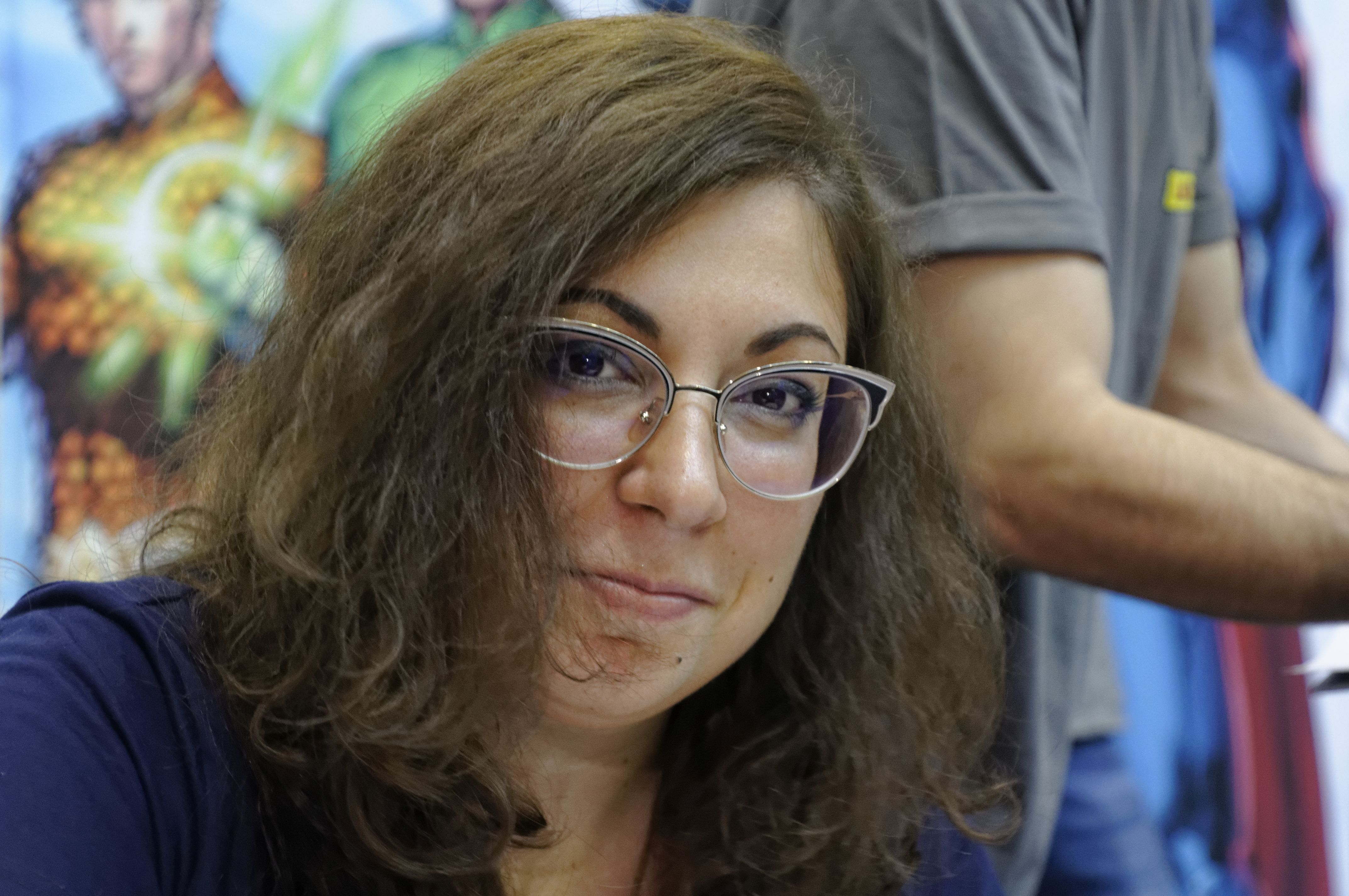
Mirka Andolfo a Comic Con Germany Stuttgart 2019

Collabora con molti tra i principali editori di fumetto italiani e internazionali.

## Gli inizi
Nata a Napoli, fin da piccola nutre una grande passione per il fumetto, imparando a leggere su Topolino, e proseguendo con diverse letture di ogni genere. Dopo studi artistici, si iscrive alla Scuola Italiana di Comix di Napoli, che abbandonerà a metà per trasferirsi a Torino.
È proprio durante il primo anno di scuola che esordisce a livello professionale, colorando il volume per il mercato francese Sideline (Petites Vagues Editions), per i disegni di Daniela Di Matteo. Contestualmente, entra nello staff della serie Jonathan Steele (Edizioni Star Comics), per cui illustra due copertine (più una terza, rimasta inedita per la chiusura della serie).

## Le esperienze
Proprio in concomitanza con il trasferimento a Torino, nel 2010, inizia il suo primo lavoro di un certo peso: per le Edizioni Piemme colora la trasposizione a fumetti del celebre romanzo di Khaled Hosseini, Il cacciatore di aquiloni, per i testi di Tommaso Valsecchi e i disegni di Fabio Celoni.
Poco dopo l'esperienza (che la porterà a essere pubblicata, finora, in più di dieci paesi nel mondo), entra, sempre per la casa editrice milanese, nel team di Geronimo Stilton, di cui colora alcune avventure a fumetti (per i disegni di Ennio Bufi e Federica Salfo).
Nel frattempo, vive una nuova esperienza in Francia, lavorando sulla serie Pandamonia (Drugstore/Glénat), due albi disegnati da Vincenzo Cucca, per i testi di Ennio Ecuba e Vincenzo Lauria.
Instaura, nel frattempo, una collaborazione (che andrà avanti fino a inizio 2012) con una piccola realtà milanese, ReNoir Comics, per cui colora diverse copertine (tra cui le prime tre della serie a fumetti di Don Camillo, celebre personaggio di Giovannino Guareschi), e il graphic novel dedicato a Giorgio Perlasca (testi di Marco Sonseri, disegni di Ennio Bufi). Sempre per ReNoir Comics (etichetta ReNoir Kids), a fine 2011, viene dato alle stampe un libro per bambini, primo della serie Le Miciofiabe (testi di Paolo Moisello), Moira Cicoria, Vlad e l'erba stregatta.
Nel 2011 comincia nuove collaborazioni: colora due numeri, diverse copertine (e ne illustra una) per la miniserie The Last of the Greats (Image Comics), di Joshua Fialkow e Brent Peeples, e partecipa come illustratrice alla nuova serie di Lorenzo Bartoli e Andrea Domestici per Editoriale Aurea, Alice Dark.
Insieme a varie collaborazioni nel mondo pubblicitario (nel 2011 colora un calendario, disegnato da Roberto Meli per le giovanili della squadra di calcio del Parma) e a lavori minori, inizia a collaborare stabilmente con la The Walt Disney Company Italia, per cui colora storie (tra cui, recentemente, Dracula di Bram Topker) e copertine per Topolino.
Sempre nel 2011 inizia un'esperienza di lavoro in team nel neonato Studio Parlapà con alcuni amici e colleghi (Davide Caci, Davide Morando); tramite lo studio svolge alcuni lavori di lettering e grafica editoriale per le edizioni italiane di manga e fumetti americani, sia per grandi editori (Panini Comics, GP Publishing), che per piccole realtà (Tunué).
Nel 2013 pubblica il primo volume della serie comica Sacro/Profano per Edizioni Dentiblù.
Vanta due collaborazioni con la Sergio Bonelli editore, entrambe per Dylan Dog: nella prima, cura i colori della storia Attenti al Goblin!, pubblicata nel Dylan Dog Color Fest 13, uscito in edicola nell'agosto 2014; nella seconda, disegna insieme a Simone Di Meo la storia Party Girls, pubblicata, sempre nella collana Color Fest, nell'aprile 2015.
Negli anni realizza diverse variant cover e special edition per DC Comics, arrivando a illustrare diverse storie di Bombshell, Harley Quinn e Wonder Woman.
Nel maggio 2021 esce il primo volume di Sweet Paprika, edito da Star Comics. Questo fumetto ha la particolarità di essere pubblicato in due varianti: Sweet Paprika, senza contenuti espliciti, e Hot Paprika, che invece presenta contenuti adulti.

## Opere
- Attenti al Goblin![1], nel tredicesimo numero del Dylan Dog Color Fest, Sergio Bonelli Editore, agosto 2014 (disegni)
- Party Girls[2], quattordicesimo numero del Dylan Dog Color Fest, Sergio Bonelli Editore, aprile 2015 (disegni)
- Sacro/Profano[3], Dentiblù, 2013 (disegni&testi)
- ControNatura#1-Il risveglio[4], Modena, Panini Comics, novembre 2016 (disegni&testi)
- ControNatura#2-La caccia[5], Modena, Panini Comics, novembre 2017 (disegni&testi)
- ControNatura#3-La rinascita[6], Modena, Panini Comics, novembre 2018 (disegni&testi)
- Mercy[7], Modena, Panini Comics, novembre 2019 (disegni&testi)
- Sweet Paprika[8], Perugia, Star Comics, maggio 2021 (disegni&testi)

## Premi e riconoscimenti
- Nel 2022 il suo fumetto Sweet Paprika, pubblicato in Italia da Star Comics e in America dalla Image Comics, vince il prestigioso Harvey Award come Miglior Fumetto Internazionale.